# Lộc Hưng (phường)
Lộc Hưng là một phường thuộc thị xã Trảng Bàng, tỉnh Tây Ninh, Việt Nam.

## Địa lý
Phường Lộc Hưng nằm ở phía đông thị xã Trảng Bàng, có vị trí địa lý:
- Phía đông giáp Thành phố Hồ Chí Minh và xã Hưng Thuận
- Phía tây giáp phường Gia Lộc
- Phía nam giáp phường Gia Lộc và phường An Tịnh
- Phía bắc giáp các xã Đôn Thuận, Hưng Thuận và huyện Gò Dầu.

Phường Lộc Hưng có diện tích 45,15 km², dân số năm 2019 là 18.639 người, mật độ dân số đạt 413 người/km².

## Hành chính
Phường Lộc Hưng được chia thành 13 khu phố: Lộc Chánh, Lộc Châu, Lộc Hòa, Lộc Bình, Lộc Phước, Lộc Tân, Lộc Thanh, Lộc Thành, Lộc Phước, Lộc Thọ, Lộc An, Lộc Tiến, Lộc Vĩnh.

## Lịch sử
Trước đây, Lộc Hưng là một xã thuộc huyện Trảng Bàng.
Ngày 12 tháng 1 năm 2004, Chính phủ ban hành Nghị định số 21/2004/NĐ-CP. Theo đó, tách 1.681 ha diện tích tự nhiên và 2.636 người của xã Lộc Hưng để thành lập xã Hưng Thuận.
Sau khi điều chỉnh địa giới hành chính, xã Lộc Hưng còn lại 4.326 ha diện tích tự nhiên, dân số là 15.892 người.
Ngày 10 tháng 1 năm 2020, Ủy ban Thường vụ Quốc hội ban hành Nghị quyết số 865/NQ-UBTVQH14 (nghị quyết có hiệu lực từ ngày 1 tháng 2 năm 2020). Theo đó, thành lập phường Lộc Hưng thuộc thị xã Trảng Bàng trên cơ sở toàn bộ 45,15 km² diện tích tự nhiên và 18.639 người của xã Lộc Hưng.